# Давньогрецька релігія
Під давньогрецькою релігією розуміється система вірувань і практик, які сформувалася в грецьких державах у IX —VIII ст. до н. е. та проіснували до IV ст. н. е. Релігія давніх греків була політеїстичною, їй властиві фаталізм і антропоморфні зображення божеств, розвинений культ героїв-напівбогів. Здійснила великий вплив на давньоримську релігію та культуру всіх європейських народів.

## Історія

### Походження
У бронзову добу мінойці та мікенці були двома головними силами на торговій та політичній арені Середземномор’я та Близького Сходу. Після катастрофи бронзової доби впродовж близько 1200-1150 років до н. е. відбувся занепад мікенської цивілізації, що населяла материкову Грецію, та зникнення її писемності. Причини занепаду були комплексні: зміна клімату, низька врожайність, внутрішня ворожнеча та вторгнення еллінів. Місцеве населення зменшилося на майже 90%, сповільнилася торгівля і втрачені міста з їх культурними досягненнями не вдавалося відновити. Так звана циклопічна архітектура стала вважатися творінням не людей, а велетнів циклопів.
Давньогрецька релігія виникла в результаті змішання релігії еллінів з релігією місцевих жителів, яких вони називали пеласгами. Внесок у формування давньогрецької релігії також здійснили вірування мінойців з острова Крит. Боги еллінів стали вважатися верховними, а місцевим богам і богиням було відведено другорядні ролі. Богині пеласгів стали уявлятися дружинами еллінських богів. Верховний бог еллінів Зевс (інший варіант імені — Діас) був ототожнений з верховним богом критян. Щоб узаконити його верховенство, Зевсу приписувалися стосунки з різними місцевими богинями. Верховна богиня Аргосу, Гера, стала його офіційною дружиною. Героїв мікенської міфології, зокрема Одіссея, елліни присвоїли собі, створивши власний засновницький міф.
Пеласгійську та грецьку частини релігії греків подекуди можна розділити, але деякі вчені вважають, що будь-яке вірування, пов'язане з родючістю, має бути пеласгійським, оскільки пеласги були землеробами, а елліни в час свого прибуття на Пелопоннес — кочовими скотарями.

### Архаїчний період
Архаїчний період розпочався близько 800 року до н.е. та пов'язаний з переходом влади в полісах до тиранів — монархів, чия влада не була спадковою. До VI ст. до н. е. пеласгійську обрядовість витіснила еллінська. Зокрема, було заборонено принесення в жертву богам людей. Як реакція на активне насадження еллінських культів, виникли втаємничені Елевсинські містерії, прихильники яких вірили в можливість отримати більш радісне посмертне життя, ніж пропонувала еллінська міфологія.
За архаїчного періоду дерев'яні храми змінилися на кам'яні. Герайон в Олімпії, побудований близько 600 року до н. е. був першим храмом, який мав кам’яний стилобат і нижній ряд стін, але колони все ще були дерев’яні. Коркірський Артемісій був першим грецьким храмом, який мав кам’яний антаблемент, а храм Аполлона у Сіракузах став найдовше діючим безперервно храмом. Скульптури цього часу симетричні та усміхнені, схожі позами на єгипетські.
Саме в архаїчний період були засновані чотири головні священні гри Греції: Олімпійські ігри, Дельфійські, Істмійські та Немейські. Поява грецького письма зробила можливими записи поем «Іліада» та «Одіссея», що містять важливі свідчення релігійних уявлень давніх греків.
Архаїчний період завершився приблизно в 480 році до н.е., коли перси пограбували Афіни.

### Класичний період

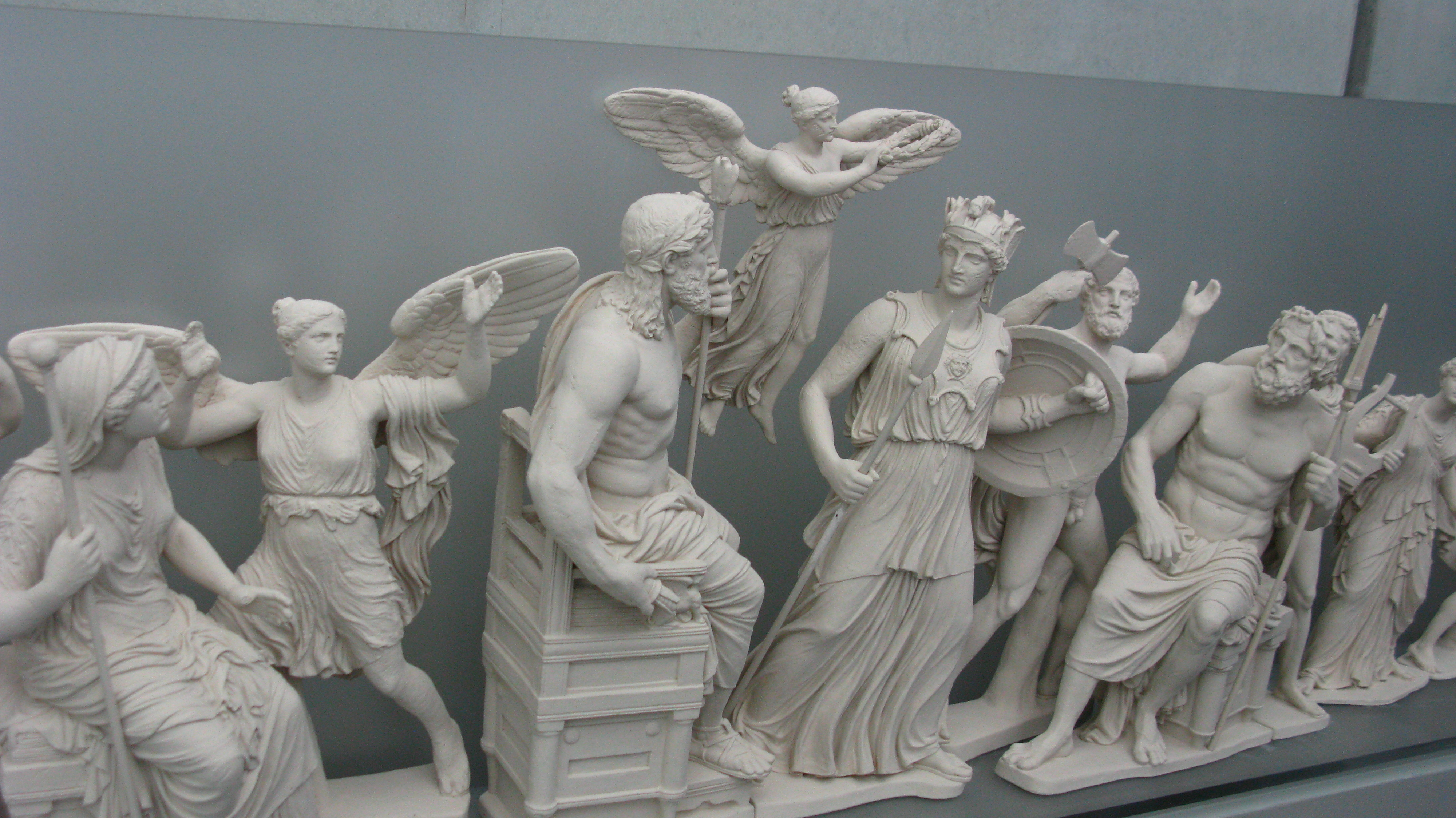
Суперечка Афіни з Посейдоном. Реконструкція фронтона Парфенона

Поразка персів у завоюванні Пелопоннесу поклала початок політичному, економічному та культурному домінуванню Афін. У 507 році до н. е. афінський вельможа Клісфен скинув афінського тирана Гіппія і розробив нову систему громадянського самоврядування — демократію. Його наступник Перікл фінансував відновлення Афін після воєн проти персів, будівництво храму Парфенона на честь богині Афіни та храмів іншим божествам.
На кінець V ст. до н. е. припав початок розквіту архітектури, будівництво великих храмів і статуй релігійних персонажів. Скульптура досягнула високого рівня реалізму та виразності, їй стали властиві різноманітні пози та вирази облич; однак, вони характеризувалися стриманістю. За класичної Греції скульптори перестали бути анонімними. Відомі такі майстри, як Поліклет, Фідій, Пракситель і Лісіпп.
Свята, переважно аграрного походження, мали сезонний характер, часто проводилися в повний місяць і передбачали жертвопринесення. Поряд з Олімпійськими богами в народі вшановувалися місцеві малі боги (як-от Пан) і духи (наприклад, німфи, дріади, нереїди) й чудовиська (сатири, кентаври).
Завершення епохи класичної античності пов'язане з Пелопоннеською війною (431—404 рр. до н. е.), що велася між Делоським союзом, який очолювали Афіни, та Пелопоннеським союзом, очолюваним Спартою. В ході конфлікту порушувалися численні релігійні та культурні табу. Війна завершилася поразкою Афін і перетворенням Спарти на безумовного гегемона на Пелопоннеському півострові.

### Елліністичний період

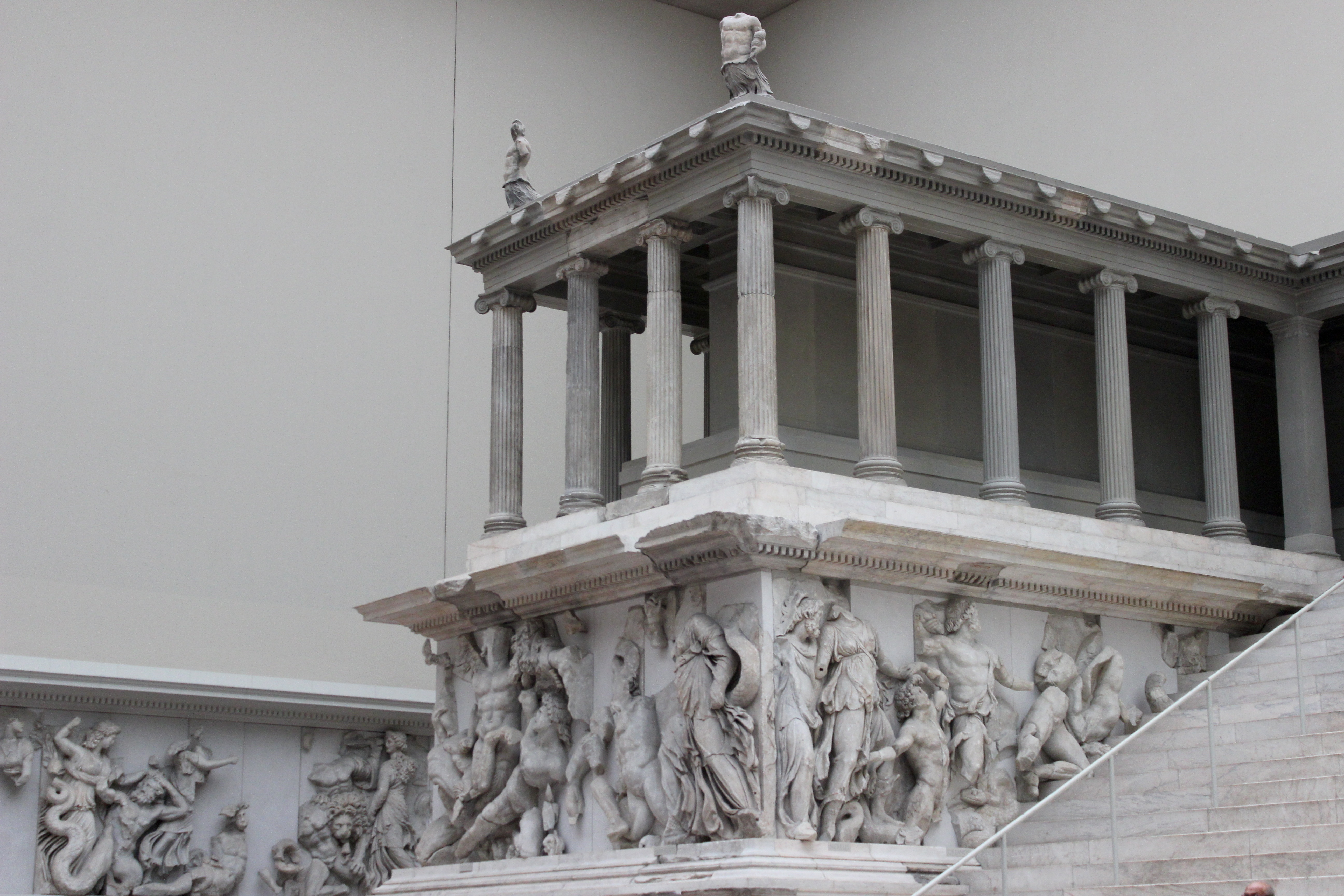
Фрагмент Пергамського вівтаря

У період розквіту полісів грецька релігія поширювалася шляхом заснування нових полісів. Після піднесення Македонії й того, як Александр Македонський почав активну експансію, внаслідок якої постали нові царства з насадженою грецькою культурою, посилився культ божеств, не пов'язаних з конкретними місцями. Також процвітали містичні культи, що пропонували краще посмертне життя, як культ Кібели, Ісіди та Серапіса. Поширилися культи правителів, яким почали поклонятися поряд з богами. Першим прикладом був Лісандр, який захопив острів Самос у афінян у 404 р. до н. е. На вимогу Александра Македонського, грецькі міста в 324—323 рр. до н. е. визнали його богом. Нащадки Александра запровадили власні культи.
На елліністичний період припав пік розвитку релігійної архітектури, в скульптурі утвердився реалізм та емоційність. Скульптурним зображенням став властивий динамізм, зображення постатей у різноманітних позах, які фіксують мить руху. Рівня майстерності грецьких скульпторів елліністичного періоди не вдавалося досягнути аж до італійського Відродження. За межами Греції, але в грецькому стилі, було зведено такі святині, як храм Аполлона в Дідімі (сучасна Туреччина), храм Мітри у Ґарні (Вірменія).
Починаючи з V ст. до н. е. уявлення про божеств почали критикуватися митцями та філософами. Зокрема їх вже не влаштовували надто людиноподібні божества, чия аморальна поведінка в міфах не дозволяла розглядати божеств як ідеали.

### Римський період

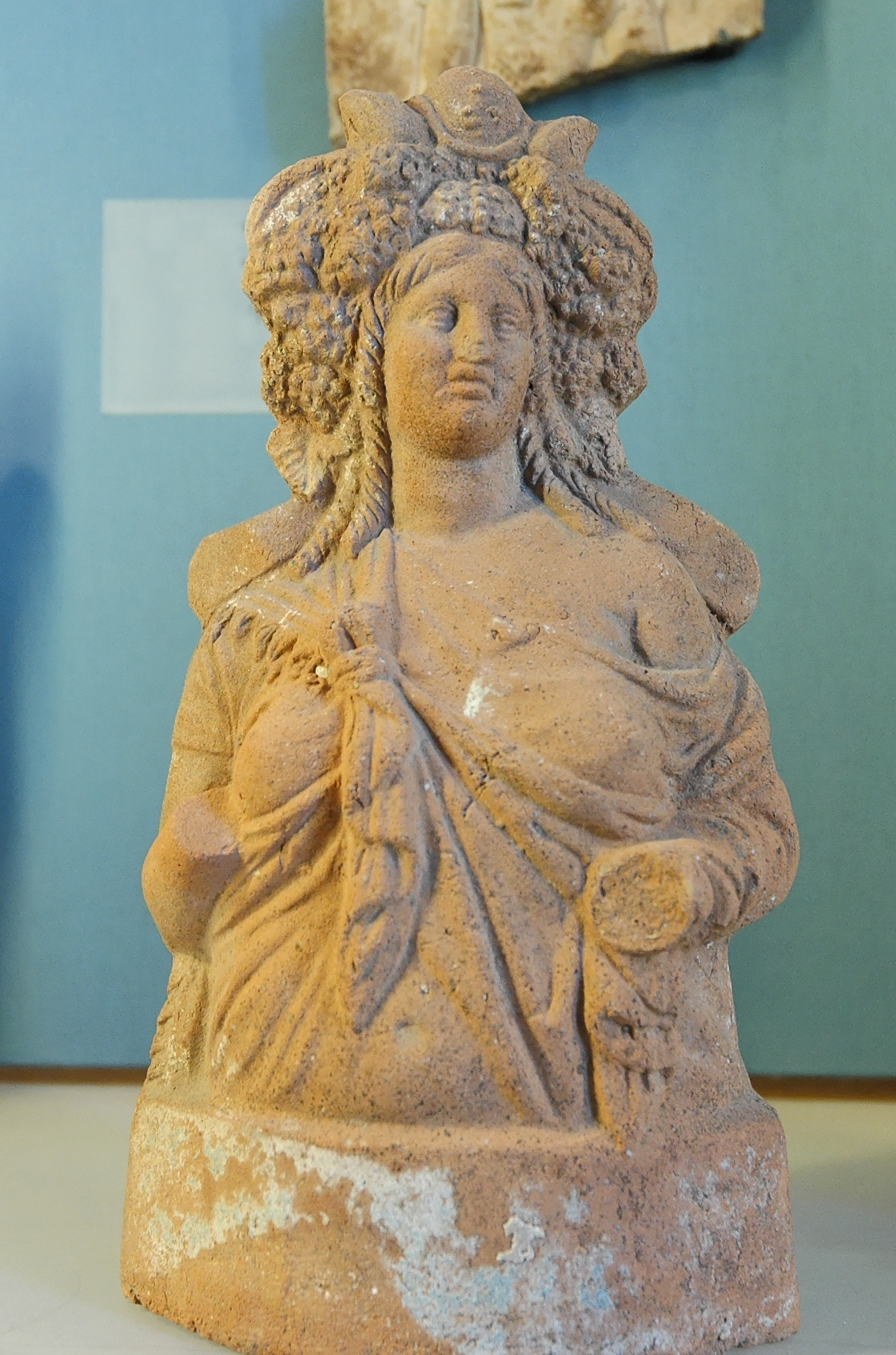
Ісіда-Афродіта, теракотова статуетка

Римська республіка, а потім імперія, дозволяла на підкорених територіях місцеві релігії, якщо вони узгоджувалися з римською релігією. Захоплення нових земель сприяло тому, що культи й вірування поширювалися далеко за первісний ареал. Після завоювання Греції римлянами, що закінчилося в 146 році до н.е., там почалися гоніння на ті культи, що дозволяли представникам різних статей і верств збиратися разом на рівних правах. Прихильники Вакха (грецького Діоніса) та Ісіди жорстоко переслідувалися. Хоча вони не були заборонені цілком, римська влада вимагала припинити відвідування зібрань. У 186 році до н. е. частину послідовників культу на підконтрольних Риму територіях стратили. В Греції деякі нові божества, як Бендіда та Ісіда, віталися, тоді як культи інших, як Сабазія та Адоніса, зневажалися.
Римляни ототожнювали своїх божеств із грецькими, вважаючи, що це ті самі божества, лише з іншими іменами (Зевс — Юпітер, Афродіта — Венера, Арес — Марс і т. д.). Як і в греків, основу пантеону складали 12 богів, хоча їх перелік у римський період міг різнитися. Наприклад, Діоніса могла замінювати Гестія (в римлян Веста). Але в римській релігії було і багато другорядних божеств, особливо пов'язаних із землеробством, які не відповідали грецькому пантеону й керували дрібними аспектами життя (наприклад, Субрунцинатор відповідав за прополювання від бур'янів). Цицерон стверджував, що римляни дуже побожні: «в нашому шануванні богів ми набагато перевершуємо інші народи». Обоження еллінських правителів перейняли римляни, в яких Юлій Цезар і наступні імператори величалися як боги.
Греки дуже рано познайомилися з християнством. Античні письменники та філософи ототожнювали єврейського та християнського Бога з різними язичницькими богами, включаючи Діоніса, Осіріса, Сатурна та «невідомого бога». Поширення християнства пов'язується з апостолами Павлом, Андрієм, Іваном і їхніми послідовниками Титом, Філіпом і Лукою. Про розповсюдження нової релігії відомо з символіки на похованнях, лампадках і оздоблення будівель, які могли слугувати церквами. Популярності християнства та інших східних релігій сприяло несприйняття заполітизованості язичництва під час римського панування. Імператорів вимагалося визнавати богами та справляти їм почесті по всій імперії; оракули давали пророцтва на замовлення. При цьому різноманітне релігійне життя в провінціях не врегульовувалося яким-небудь загальним державним органом і лишалося на розсуд місцевих жерців.
Спершу проповідування для язичників не схвалювалося всіма християнами одностайно (значна частина вважала, що християнами можуть стати лише євреї). Але перемогла думка, що для переходу в християнство достатньо прийняти його віровчення. Крім того, автори християнських євангелій писали їх грецькою мовою койне, відомою по всій імперії.
Наприкінці II ст. ранні апостольські єпископати перетворилися на митрополії у містах: Салоніки, Коринф, Нікополь, Філіппи та Афіни. До IV ст. майже весь Балканський півострів (а отже і вся Греція) становив Екзархат Ілліріка. Імператор Децій (правління 249-251 років) встановив вимогу вести письмовий облік жертвопринесень язичницьким богам, що призвело до гонінь на християн і представників інших релігій, які відмовлялися це робити. Маніхейство, що виникло наприкінці III ст., намагалося поєднати елементи давньогрецького язичництва з християнством та іншими популярними релігіями Римської імперії.
У 313 році імператор Костянтин Великий, який перейшов у християнство, видав Міланський едикт, який закріплював свободу віросповідання і традиційне язичництво втрачало перевагу над іншими релігіями. Храми язичницьких богів було перероблено під церкви. Найімовірніше, християни вважали, що, перейнявши щось знайоме та вже пов’язане з релігією, язичників буде легше навернути в християнство. Римський імператор Феодосій I та його наступники заборонили язичництво в Римській імперії в 391 році. Найбільший храм Парфенон почав діяти як церква з 500 року й лишався нею по 1450 рік.

### Спадок
Попри зникнення давньогрецької релігії як самостійної системи вірувань і обрядів, її міфологія лишился популярною. Розповіді про божеств і героїв перестали розумітися буквально, але почали сприйматися як алегоричні оповіді про людські цінності.
Елліністичне сакральне мистецтво та архітектура залишилися основою християнської та єврейської іконографії та архітектури до наших днів. Багато персонажів і легенд, пов'язаних з елліністичними божествами, збереглися в народній літературі та агіографії. Основні форми поклоніння в юдаїзмі та християнстві зазнали сильного впливу елліністичної обрядовості в період свого становлення. Багато елементів античності вплинули на стилі та мотиви мистецтва Середньовіччя. Сюжети ілюстрованих рукописів, гобеленів і скульптур часто включали греко-римських богів, сцени з творів Гомера, подвиги Александра Македонського і Юлія Цезаря. Грецьке мистецтво сформувало класицизм — естетичний напрям і художній стиль, заснований на мистецтві Стародавньої Греції та Риму.
Такі відомі картини, як «Народження Венери» Сандро Боттічеллі, «Скутий Прометей» Пітера Рубенса та «Падіння Ікара» Пітера Брейгеля Старшого, натхненні грецькою міфологією. «Іліада» та «Одіссея» стали взірцями для пізніших європейських епосів. Змагання, приурочені до релігійних свят, зробилися основою спортивних змагань.
На честь релігійних персонажів названі численні космічні об'єкти. Тоді як більшість планет Сонячної системи названо іменами римських божеств, за винятком Урана (оскільки ця планета була невідома за античності), на честь персонажів давньогрецьких вірувань названо численні супутники планет, такі, як Іо, Європа, Ганімед, Прометей, Тритон, Титан та інші.

### Сучасні практики
Сучасне неоязичництво, що спирається на давньогрецьку релігію, називається еллінізмом. Воно оформилося в 1970-і, а в 2017 році еллінізм отримав юридичне визнання в Греції. Кількість прихильників еллінізму мала, порівняно з загальним населенням сучасної Греції — декілька тисяч за оцінкою Pew Research Center.

## Вірування

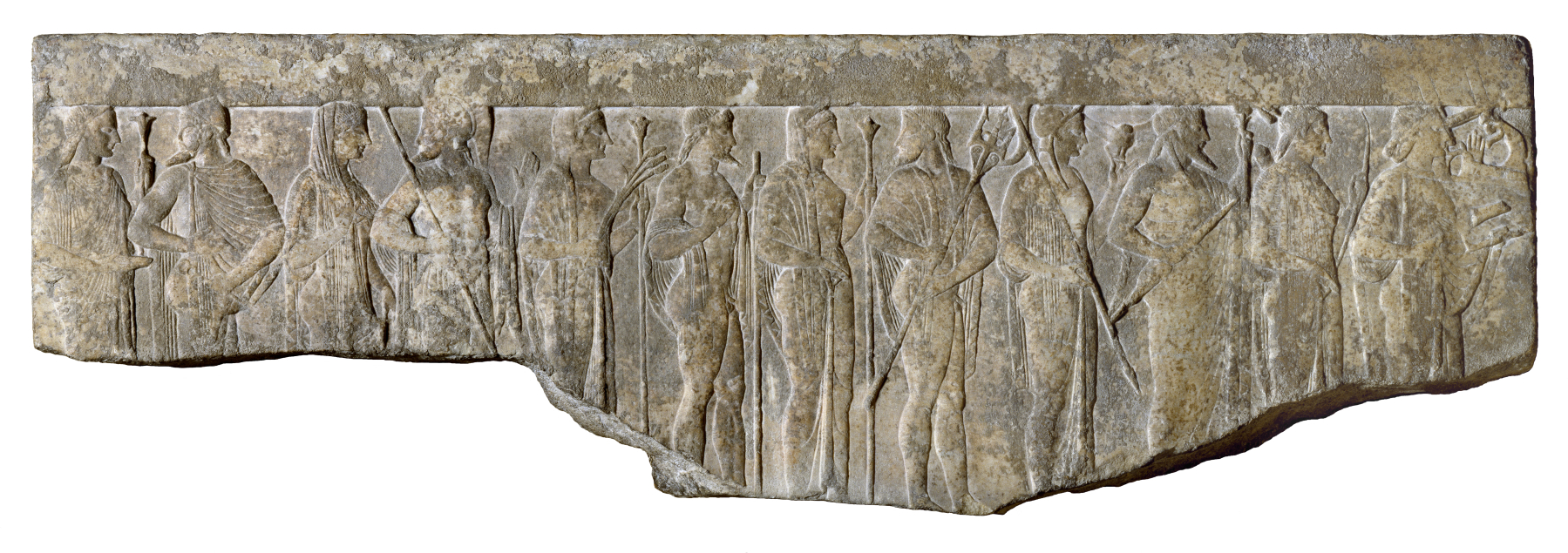
Процесія богів і богинь. Барельєф I ст. до н. е. - I ст. н. е.

Попри різноманітність вірувань і обрядів, давні греки не мали слова на позначення релігії в сучасному розумінні. Їхні уявлення про світобудову та правила поводження в ній тісно стосувалися понять «благочестя» та «культ». Давні греки поділяли вірування в спільний пантеон, але залежно від місцевості, різні божества різною мірою та в різний спосіб вшановувалися. Міфи про те саме божество могли кардинально відрізнятися в різних регіонах. Тому зазвичай вимагалося лише визнавати існування богів і приносити їм жертви. Атеїзм у давніх греків був рідкісним переконанням.
Основу пантеону складали Олімпійські боги, що мешкали на горі Олімп і керували різними аспектами світу. До них належали: Зевс (верховний бог, який відповідав за справедливість), Афіна (мудрість), Аполлон (мистецтво та пророкування), Посейдон (море), Гермес (посланець інших богів і бог торгівлі), Гера (шлюб), Афродіта (кохання), Деметра (землеробство), Арес (війна), Артеміда (полювання), Гефест (ковальство) і Діоніс (вино та екстаз). Вони дуже людиноподібні, як за виглядом, так і характером, але безсмертні. Вважалося, що божества постійно присутні в призначених їм храмах, або періодично відвідують їх. Поліси мали своїх божеств-покровителів. Афінам (єдине грецьке місто, назване на честь божества) протегувала Афіна, Спарті — Аполлон, Коринфу — Афродіта, Аргосу — Гера, хоча цим божествам поклонялися і в усьому грецькому світі, і кожне місто мало кілька храмів, присвячених різним іншим богам. Імена божеств могли доповнюватися епітетами, що вказували на їхню спеціалізацію чи окремі якості. Так, Зевс носив імена Зевс Сотер (Зевс-рятівник), Зевс Горкіос (Зевс, бог клятви), Зевс Ксеніос (Зевс гостинний).
Греки вірили, що боги примхливі і навіть належне їх вшанування не гарантує, що боги будуть доброзичливі. Верховним вважався Зевс, однак, його влада була не абсолютною. Над всіма персонажами давньогрецької релігії тяжіла наперед визначена доля.
Великими злочинами вважалися завдання шкоди священним предметам, тваринам і ідолам; запровадження невідомих досі божеств; публічні сумніви в існуванні загальновизнаних божеств. Такі злочини каралися смертю.
За уявленнями греків, після смерті люди ведуть безрадісне існування в підземному царстві Аїда. Вічне блаженство в Елісії призначалося лише для улюблених Зевсом героїв, яким він доводився батьком. Лише Геракл здобув інше безсмертя, ставши одним з Олімпійських богів. Для тих, хто особливо образили богів, призначалися вічні страждання. Вірування в посмертний суд над усіма людьми відомі, але існували тільки в сектах.
Греки були схильні ототожнювати чужих богів із власними, часто на поверхневому рівні. Наприклад, Артеміду ототожнювали з верховною богинею міста Ефес.

## Практики

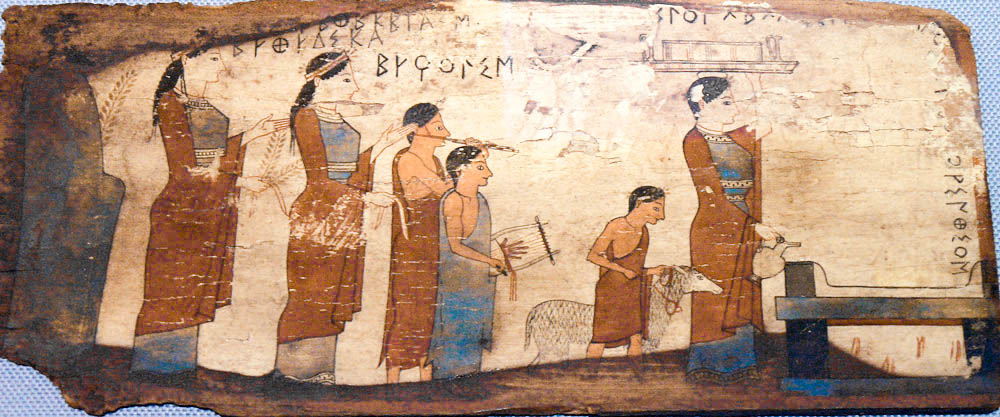
Жертвопринесення ягняти. Малюнок на меморіальній дошці, Коринтія, VI ст. до н. е.

### Вшанування божеств і духів
У найдавніші часи божествам поклонялися в природних місцях, таких як гаї, печери або вершини гір. Мікенських божеств вшановували також у царських палацах. Зображення богів спершу були дерев'яні, але з кінця VII ст. до н. е. з'являються кам'яні храми та статуї. Олімпійським божествам приносили жертву на світанку біля вівтаря в теменосі, який зазвичай стояв на схід від храму. Ввечері приносилися жертви хтонічним (підземним) божествам. Різні тварини були священними для різних божеств і приносилися їм у жертву, наприклад, телиці для Афіни, корови для Гери, свині для Деметри, бики для Зевса та Діоніса, собаки для Гекати, дичина та телиці для Артеміди, коні для Посейдона та осли для Пріапа. Вбивство тварин починалося з благоговійного мовчання, за яким слідувала музика, що заглушувала крики. Але крім того в жертву годилися напої, плоди, спеціально приготовані страви та печиво. Греки вірили, що їхні божества харчуються димом і запахом від жертв. Кадіння пахощів перебивало сморід від згорілих шерсті та м'яса тварин. Бідняки могли жертвувати не справжніх тварин, а їхні глиняні фігурки чи печиво в формі тварин. Жерці могли утримувати стада тварин і продавати їх для подальших принесень у жертву. З черепів потім виготовляли букранії, які вішали на стінах храмів (з часом вони стали декоративним елементом у вигляді голови бика).
Жертви та молитви богам призначалися забезпечити їхню прихильність і відповідно успіх у житті. Грецькі жерці (на відміну від римських) не складали окремої верстви суспільства й не мали централізованого керівництва. Як правило, один жрець виконував обряди на честь лише одного «свого» бога, в храмі якого служив. Чіткої відповідності між статтю божеств і жерців не було. Стати жерцем міг будь-який вільний еллін з гарною репутацією. Обов'язки жерця полягали в догляді за храмом і принесенні жертв на свята або з нагоди особливих подій (щоб умилостивити бога чи віддячити йому). Жерцеві віддавалася частка м'яса принесених у жертву тварин. Великі комплекси храмів мали постійних доглядачів (неокороїв), які відповідали за їх утримання, та священних рабів (гієродулів). Кістки після жертвопринесень і старе храмове начиння закопувалося в ямах ботросах.
Поряд з культом божеств і духів процвітав культ героїв, які вважалися нащадками якого-небудь бога. Героями вважалися особливо могутні люди, яких після смерті вшановували так само, як хтонічних (підземних) божеств. Такими могли поставати успішні полководці, атлети чи засновники колоній. Вважалося, що герої мають обмежену владу і здатні допомагати тільки в місці свого поховання.
Молитви виконувалися стоячи, з піднятими догори долонями. Молитви включали комплімент божеству, вказівку на благочестя прохача та прохання. Більшість священних дійств відбувалися за межами храмів біля вівтарів, які стояли під відкритим небом.

### Релігійні тексти
В давньогрецькій релігії не було священних писань. Такі міфографи, як Гесіод, описували походження і стосунки божеств, однак, їхні тексти часто лише відображали популярні усні перекази. Разом з тим відбувалися записи гімнів божествам, прохань і віщувань.

### Свята
Давні греки не мали регулярних вихідних днів, замість яких з різною періодичністю відбувалися свята. На час свят припинялися всі громадські та приватні справи, діти звільнялися від навчання, жінкам дозволялося покинути дім. Греки, як і римляни, мали священні календарі, що вирізьблялися на каменях і встановлювалися в громадських місцях. Там містилися списки дат, у які слід було вшановувати певних богів і як саме це робити.
Серед найбільших свят були панафінеї, які святкували в розпал літа. Ідола Афіни одягали в новий одяг, відбувався біг зі смолоскипами, атлетичні змагання, імітаційні бої та поетичні декламації. Навесні святкували діонісії. Олімпійські ігри були частиною великого свята Зевса, яке проводилося кожного четвертого літа біля річки Алфей у західному Пелопоннесі. Впродовж п'яти днів з нагоди ігор припинялися всі війни. Ігри, що проводилися на честь Зевса в Немеї, Аполлона в Дельфах і Посейдона на Істмі, відбувалися за олімпійським зразком.

### Поховальні практики

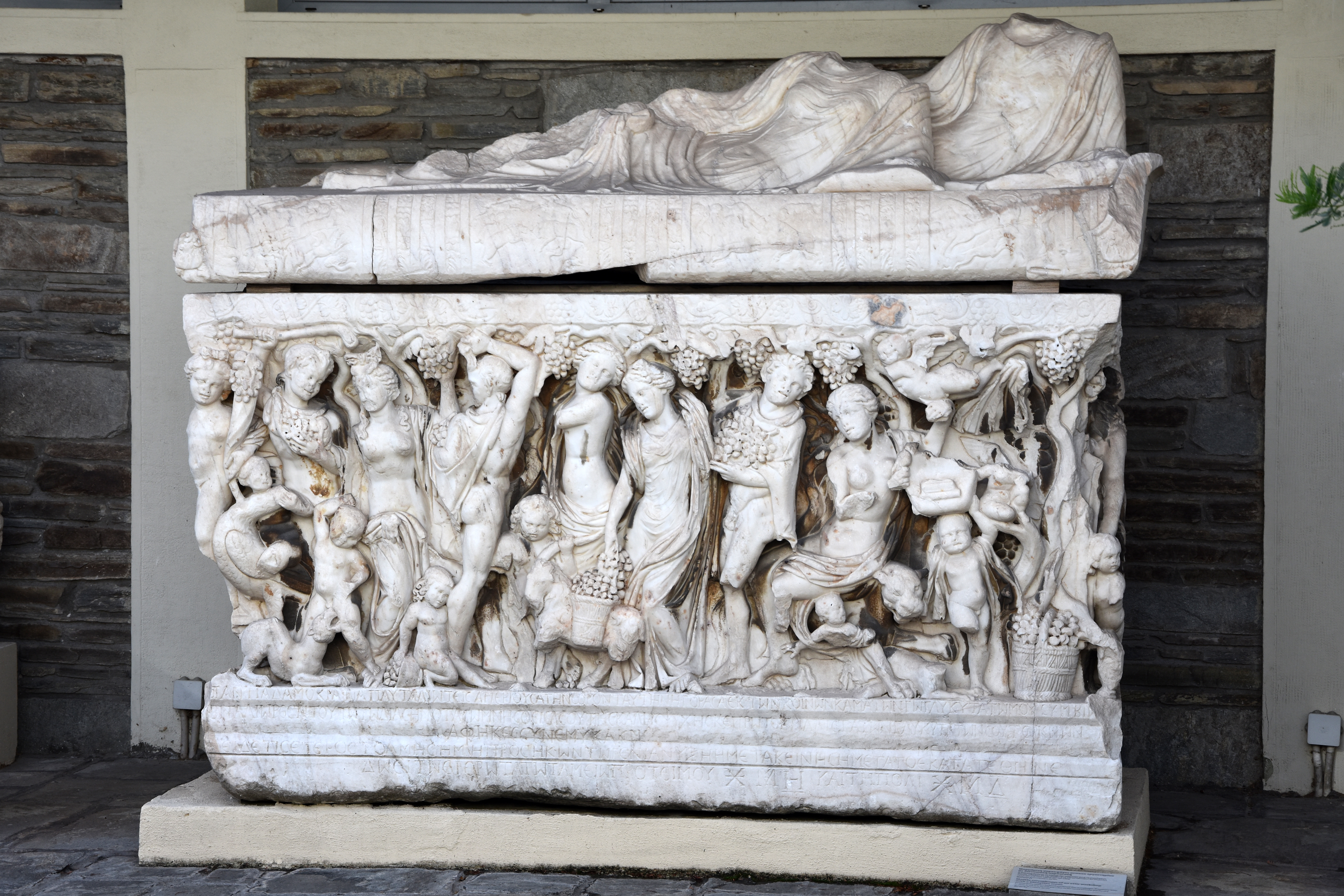
Мармуровий саркофаг з діонісійською сценою, III ст.

Стійкі уявлення про посмертну долю людини сформувалися вже в VI ст. до н. е. В «Одіссеї» Гомер описує підземний світ, де Аїд і його дружина Персефона панують над незліченними тінями померлих, що ведуть безрадісне існування. Греки практикували як поховання трупів, так і їх спалення. Спершу переважало спалення і саме воно згадується у трагедіях. Похоронне вогнище гасили, поливаючи вином.
Родичі померлого, переважно жінки, проводили складні ритуали поховання. Після обмивання і намащення тіла пахощами, його клали на високе ложе в будинку. Померлу особу оплакували плакальниці. Тіло загортали в плащаницю, що в різних регіонах могла мати різне забарвлення. Неодружених або нещодавно одружених померлих клали у весільному вбранні, тоді як гоплітів ховали у військовому вбранні. В давнину на голову померлого іноді покладали корони, а в епоху еллінізму золоті вінки. Труп відносили на кладовище в супроводі процесії з родини та близьких людей, несучи його на ковдрі чи везучи на возі. Греки, як і римляни, клали померлим до рота монету (обол), вірячи, що гроші бере перевізник Харон.
У могилу клали мало предметів, але часто споруджували монументальні земляні насипи, прямокутні гробниці, мармурові стели та статуї, щоб позначити могилу та гарантувати, що померлий не буде забутий. Лукіан писав, що після смерті рідні справляли триденний піст, а потім відбувався поминальний бенкет. В «Іліаді» бенкет відбувається ще до запалення похоронного багаття Патрокла. Однак, є знахідки, які свідчать, що бенкети відбувалася прямо на могилах. Після похорону родичі померлої людини повинні були пройти омовіння. Будинок померлого потрібно було очистити морською водою та прибрати. Тим, хто нещодавно перебували біля мерців, заборонялося відвідувати храми. Напис II ст. до н. е. з Ересоса на Лесбосі стверджує, що людина, яка очистилася після похорону члена сім'ї, повинна почекати 12 днів, перш ніж ступити в храм.
Мертвих належало регулярно поминати. Жінки Афін за класичної античності регулярно відвідували могилу, лишаючи там невелику випічку та пиття. Пам'ятники містили епітафії, часто віршовані. Барельєфи на могилах могли зображати рід занять людини та примітні аспекти її життя. Протягом IV ст. до н. е. поширилася практика зображати на могилах також і численних членів родини померлих. Як і всі давньогрецькі мармурові скульптури, пам'ятники були яскраво пофарбовані.

### Магія та ворожіння
Саме слово «магія» (магея) давні греки запозичили з перської мови. Воно утворене від назви зороастрійських жерців магів.
Давні греки вірили в духовну нечистоту, пов'язану з нечистотою фізичною. Жерці повинні були чекати кілька днів після відвідання похоронів, перш ніж повернутися до своїх обов'язків. Заборонялося помирати та народжувати в храмах. Були поширені вірування в відьом і їхню здатність спричиняти різноманітну шкоду. Греки широко використовували амулети й талісмани, призначені привернути сприятливі події та захистити від злої магії. Відомі також амулети, що повинні були захищати від хвороб або слугувати контрацептивами. Найчастіше їх носили на шиї. Для надсилання проклять застосовувалися таблички з написами та фігурки людей, зроблені з воску чи глини. Прокляття могли бути застережними, обіцяючи покарання тому, хто, наприклад, порушить могилу чи межовий камінь. Греки вірили, що багатьох негараздів можна позбутися читанням заклять, які дійшли до наших  днів, записані на папірусах.
Широко практикувалися різноманітні ворожіння та віщування. Жерці намагалися вгадати волю богів за формою диму від вівтаря, нутрощами принесених у жертву тварин, польотом птахів, тлумачили сни.

## Релігійне мистецтво

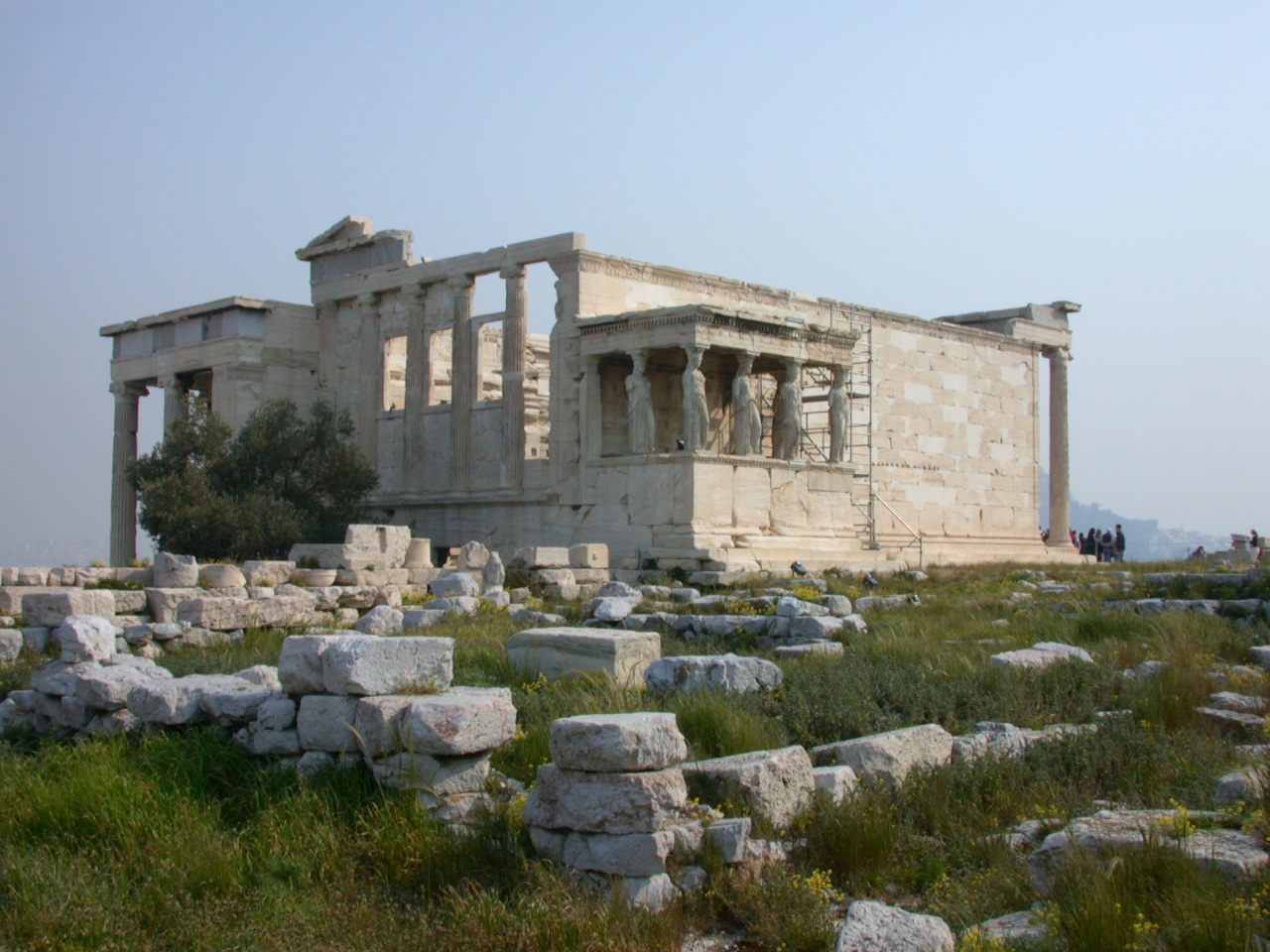
Руїни Ерехтейона

Ранні зображення божеств виконувалися з дерева чи теракоти й мали грубу форму. Пізніші робилися з мармуру та бронзи. Знамениті скульптури давньогрецьких божеств: Афродіта (Венера) з Мілоса, Ніка з Самофракії, Гермес із немовлям Діонісом з Олімпії. Хоча більшість знаменитих скульптур мармурові, і в такому вигляді широко відомі, за античності вони були яскраво пофарбовані. Суто мармурові, без розписів, скульптури характерні для мистецтва Відродження, що прагнуло наслідувати грецькі й римські твори. Міфологічні сюжети зображалися в мозаїці, розписах посуду.
Серед відомих храмів: Парфенон (храм Афіни Незайманої) і храм Афіни Переможниці у Афінах, Герайон (храм Гери) в Олімпії та на Самосі, храм Посейдона на Суніоні, храми Аполлона в Коринфі та Дельфах, Афея (храм Афаї) на Егіні, храм Гефеста в Афінах, храм Аполлона на Іхалії, Ерехтейон у Афінах, храм Асклепія в Епідаврі, храм Зевса Олімпійського в Олімпії, храм Деметри на Наксосі.

## На території України
З середини VII ст. до н.е. на території, де нині розташований південь України, утворилися декілька давньогрецьких держав, заснованих колоністами. А саме Тіра, Ольвія, Калос-Лімен, Керкінітида, Феодосія, Херсонес, Німфей, Пантикапей і Мірмекій. Колоністи одразу після поселення на новому місці виділяли частину землі під священні ділянки теменоси, де споруджували храми, вівтарі та встановлювали статуї. Добре збережений теменос, облаштований в VI ст. до н.е. в Ольвії, де стояли храм, вівтар і ріс спеціально посаджений священний гай. На острові Зміїному стояв храм, можливо, присвячений герою Ахіллу.
В українському Причорномор'ї знайдено багато залишків посуду, в який клалися пожертви божествам. Часто вони містили присвяту божеству, але здебільшого тільки його ім'я. 

## Галерея

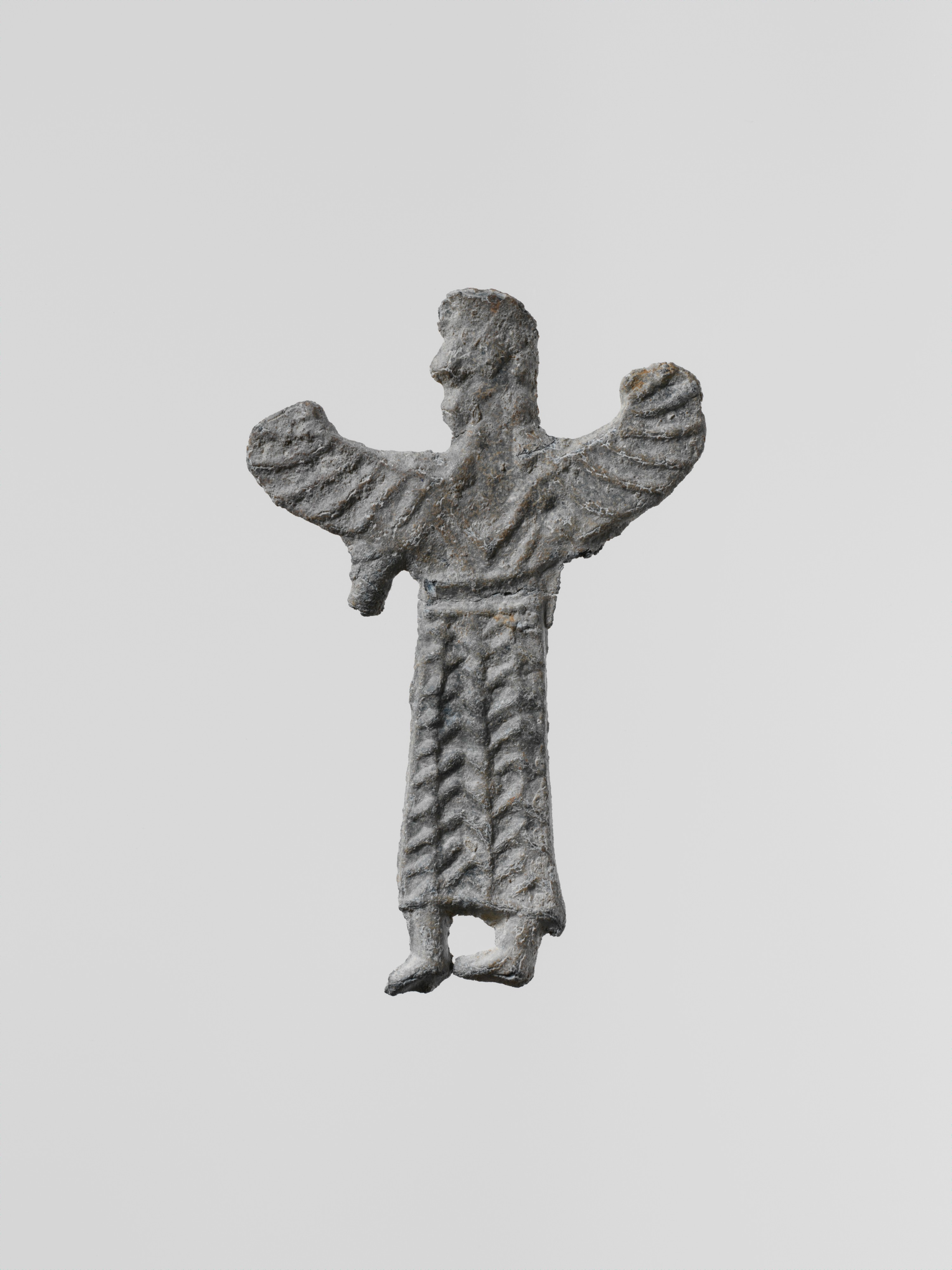
Свинцева фігурка крилатої богині, можливо, Артеміди, VII—VI ст. до н.е.
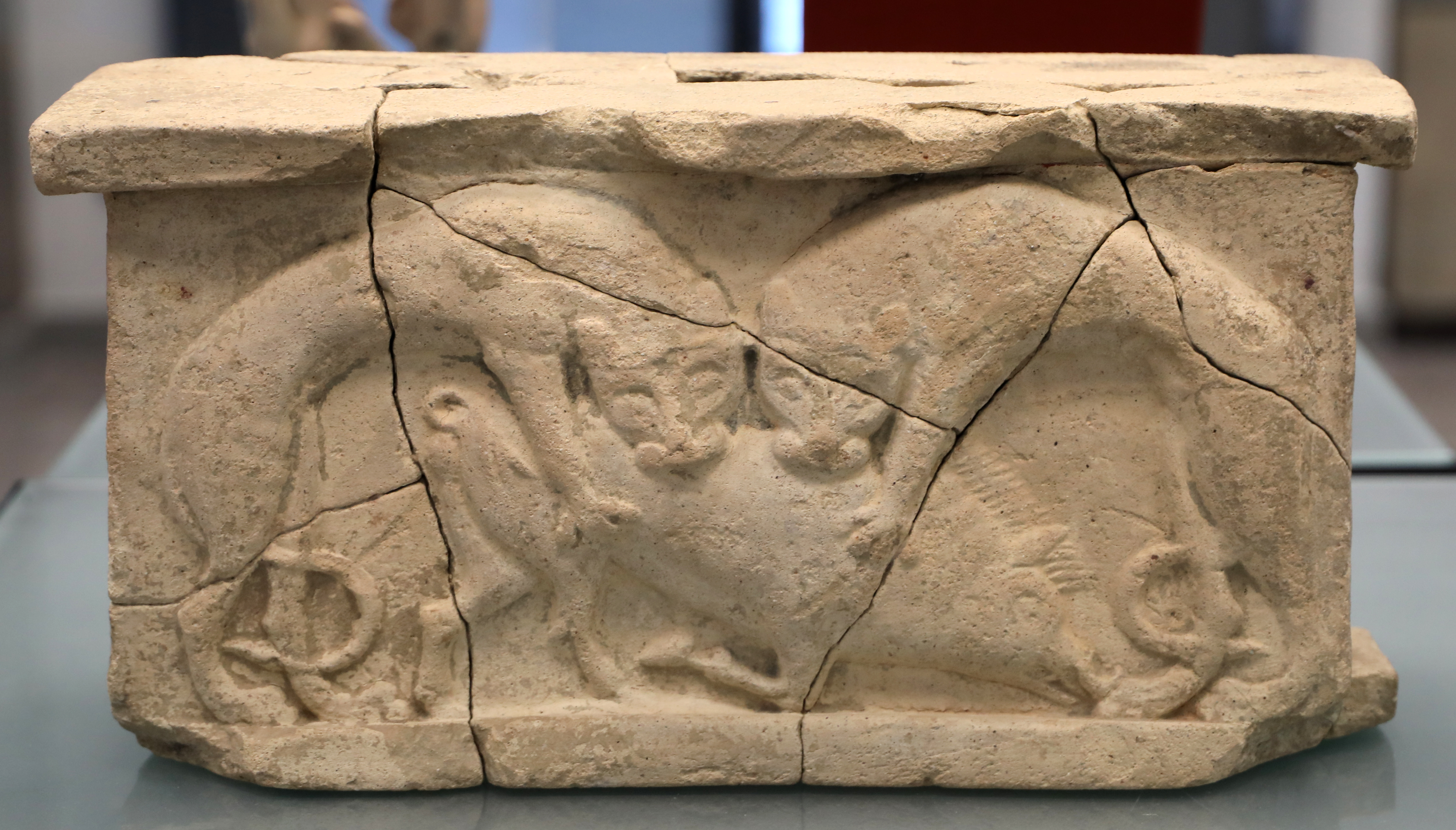
Теракотовий вівтар, 550—500 рр. до н. е.
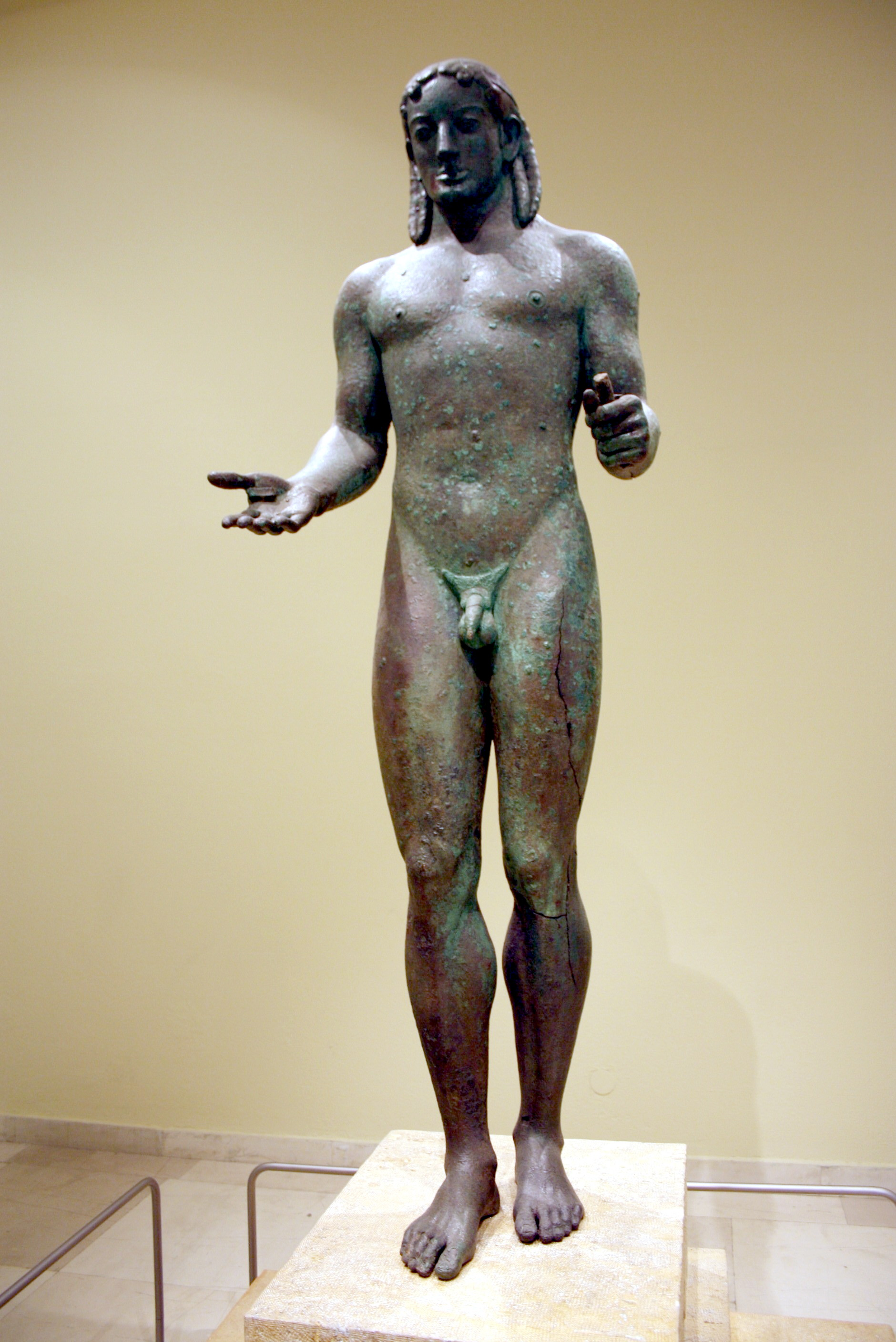
Бронзова статуя Аполлона. Афіни, між  530 і 500 рр. до н.е.
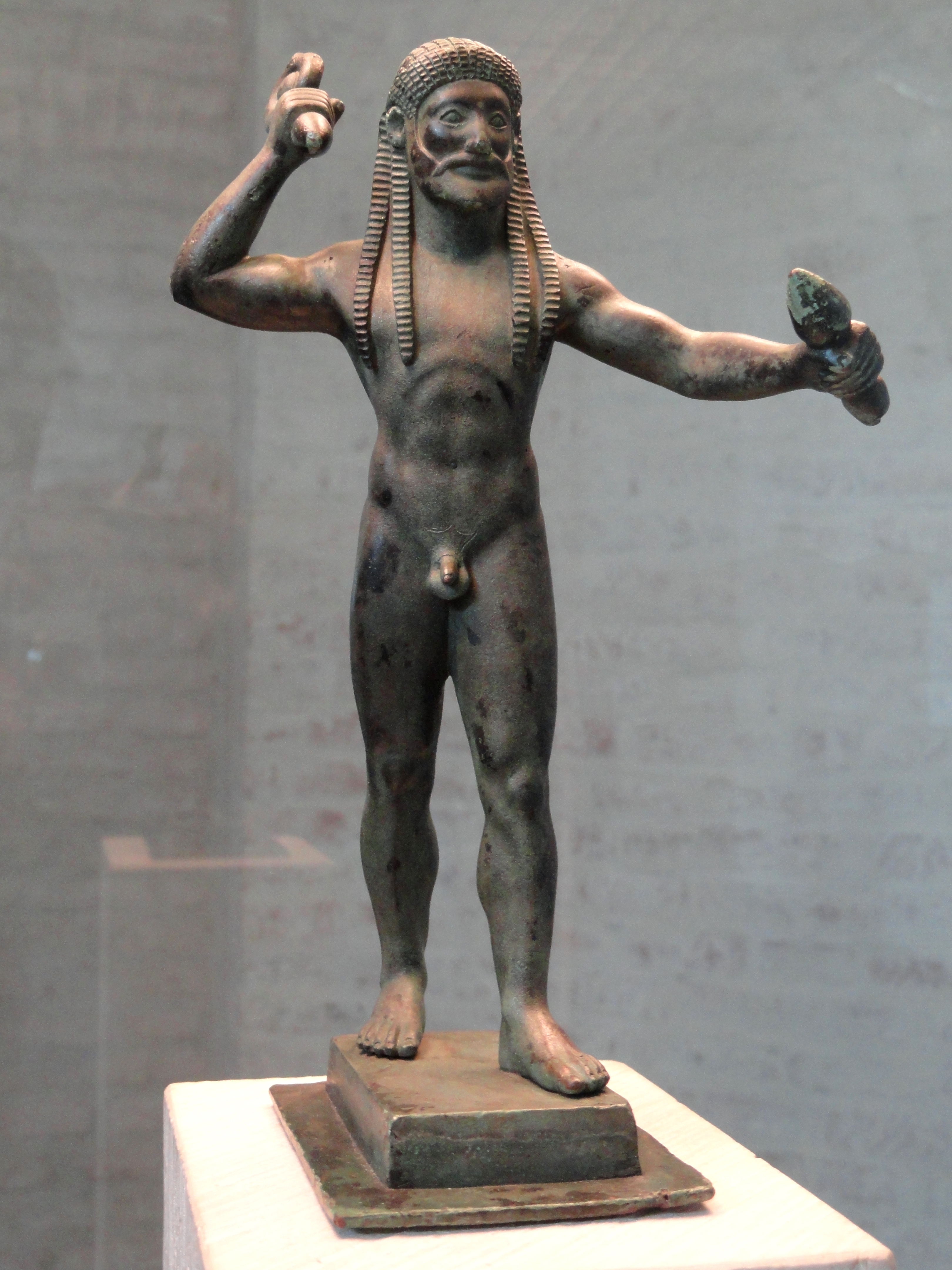
Бронзова статуя Зевса, 700—490 рр. до н. е.
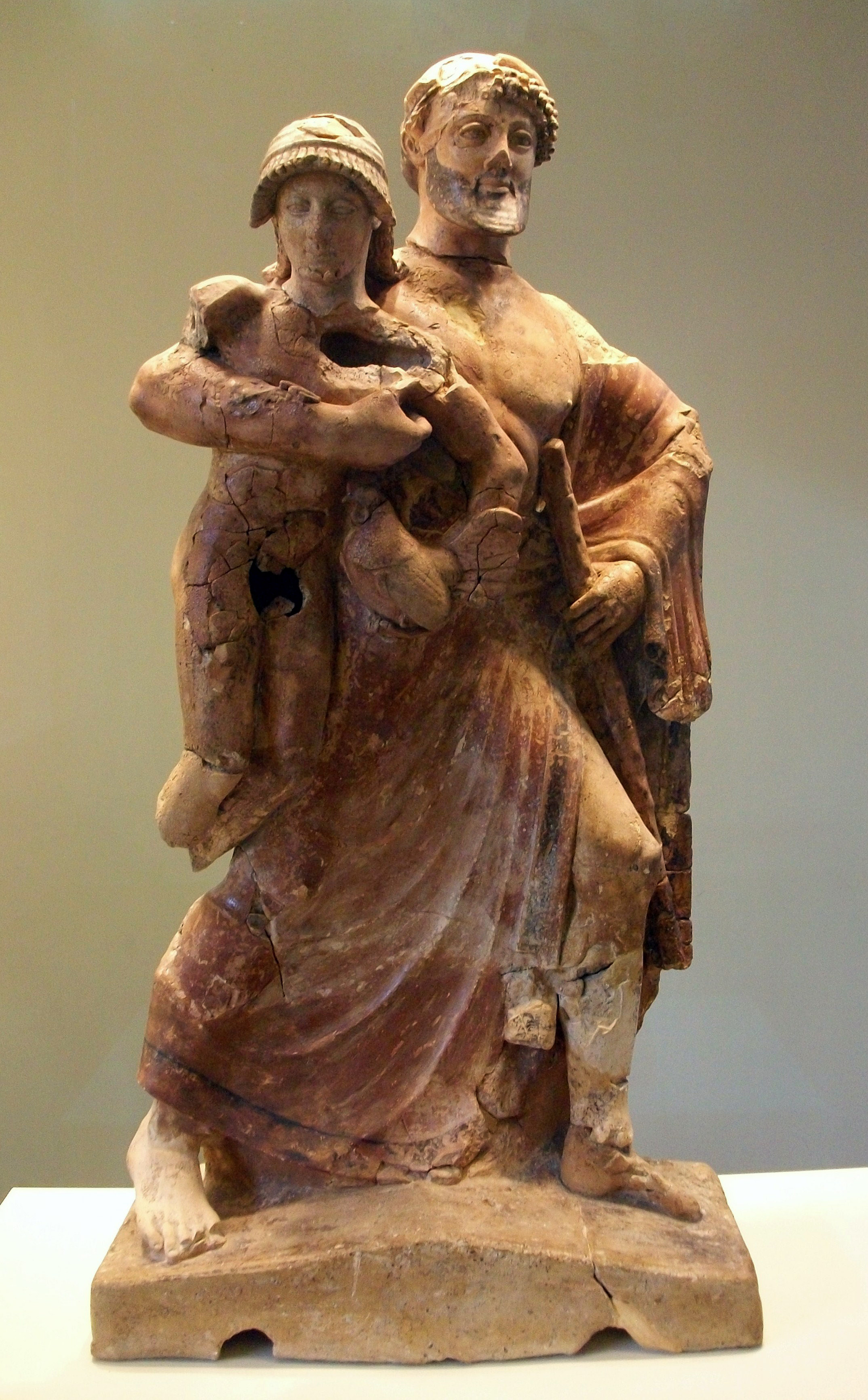
Зевс і Ганімед. Теракотова скульптура, Олімпія, бл. 480 р. до н.е.
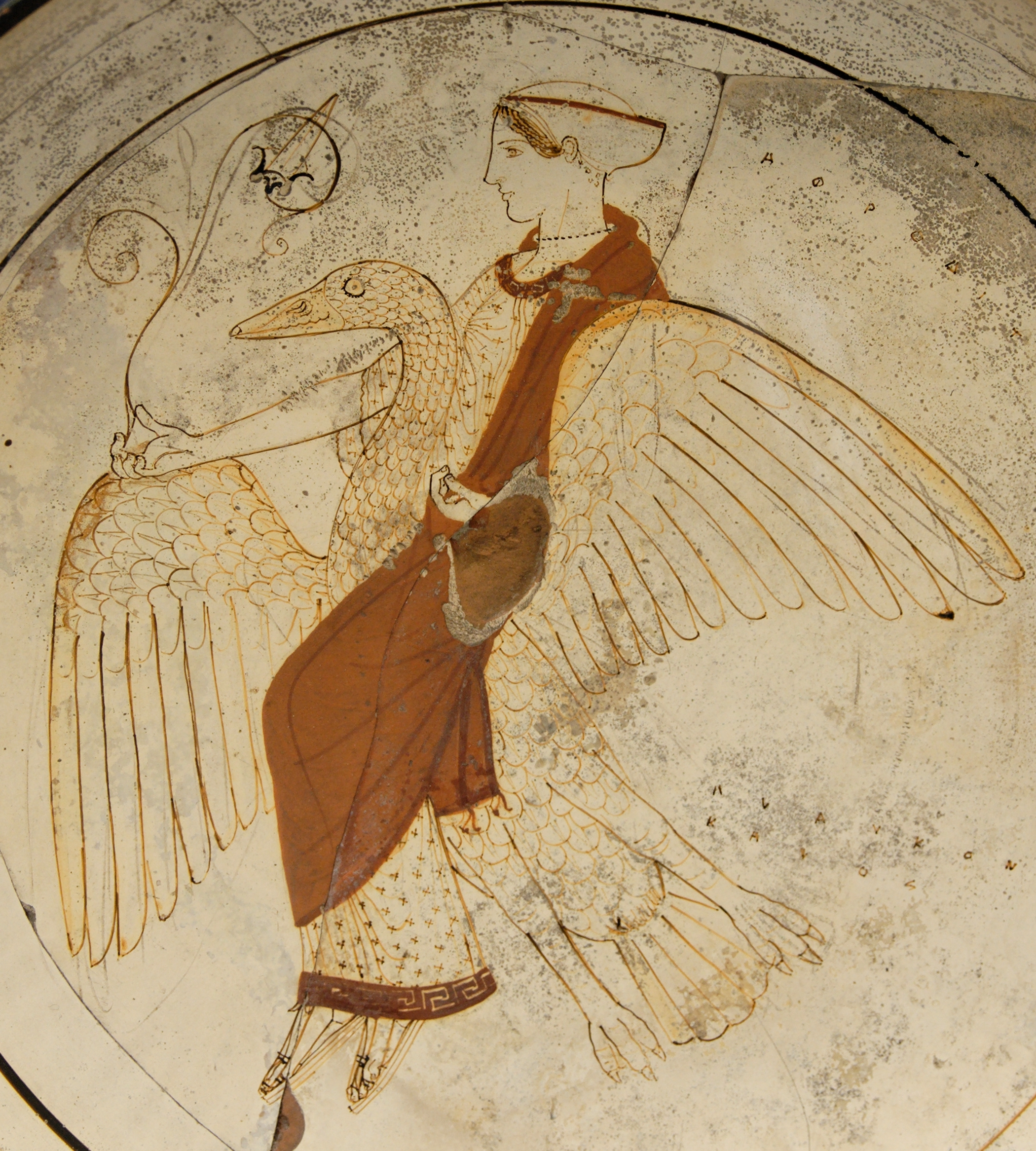
Афродіта верхи на лебеді. Тондо з аттичного килікса, знайденого в гробниці на Родосі, бл. 460 р. до н.е..
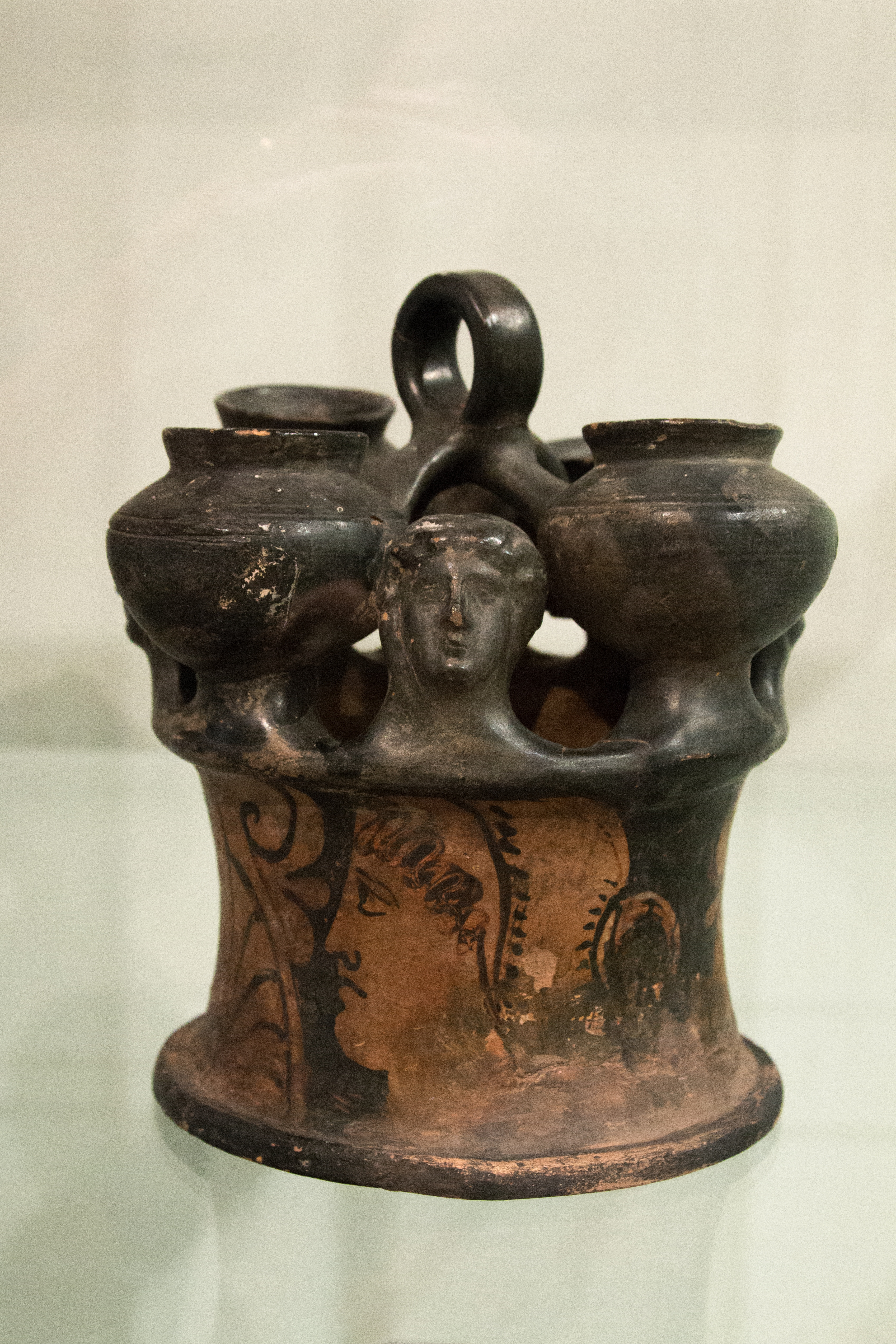
Ритуальний свічник (кернос). Кампанія, бл.300 р. до н.е.
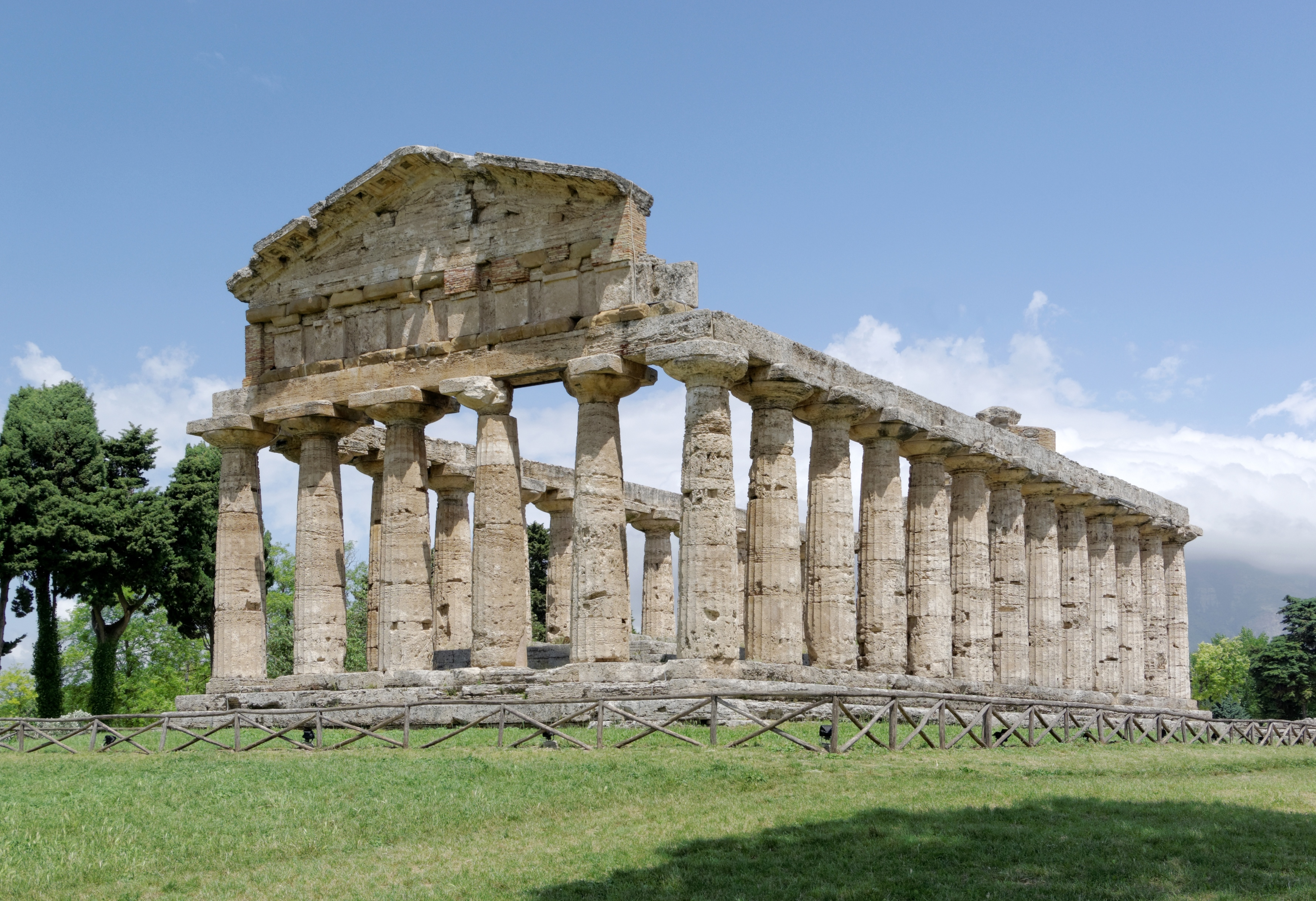
Руїни храму Афіни в Пестумі, сучасна Італія
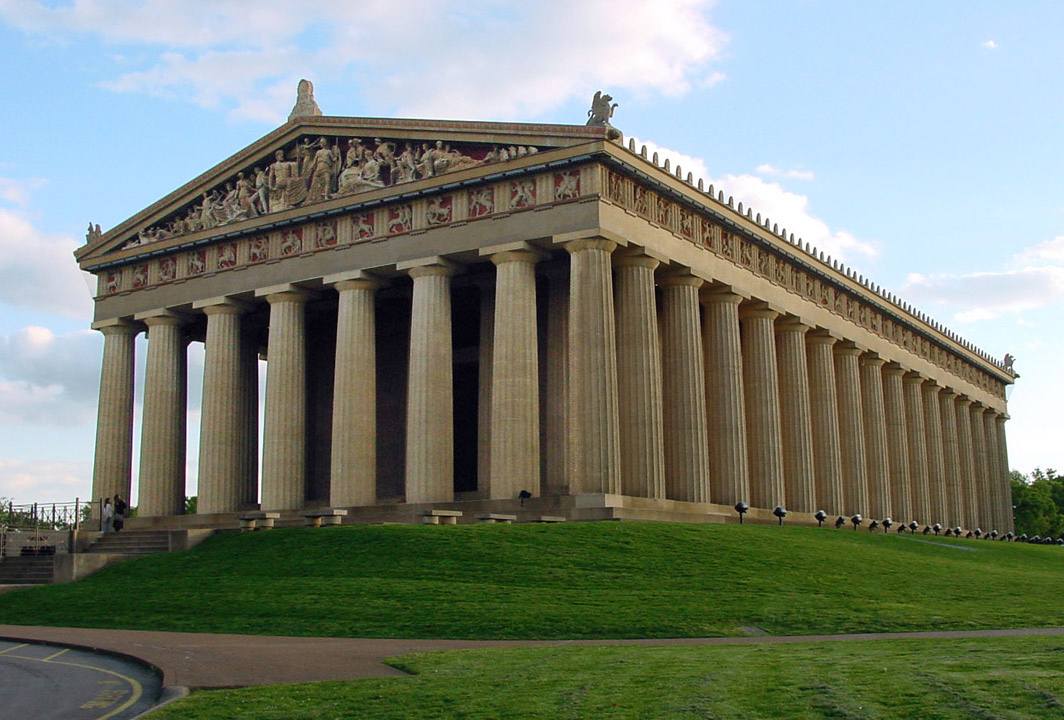
Сучасна репліка Парфенона в Столітньому парку, США
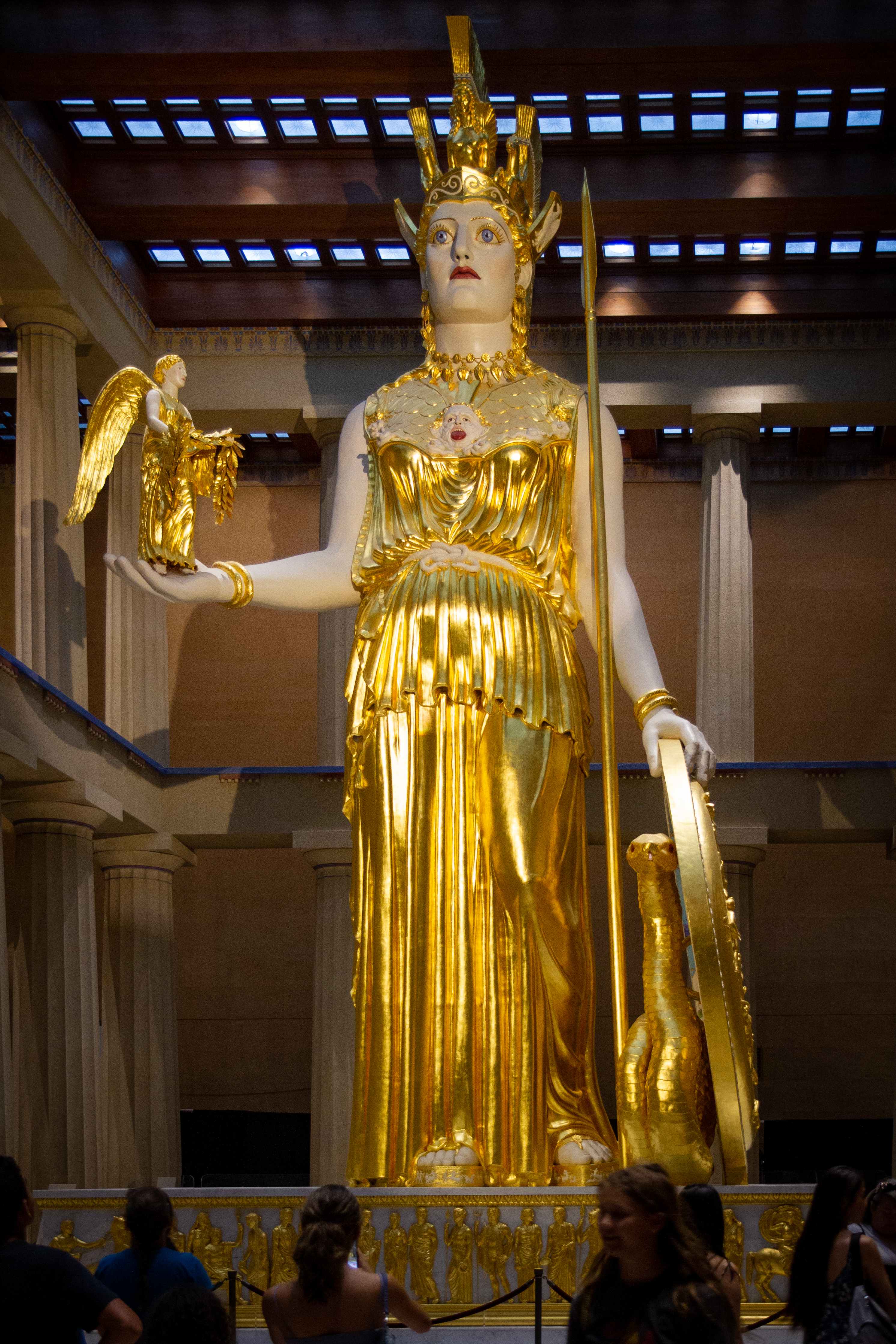
Сучасна реконструкція статуї Афіни в Столітньому парку, США
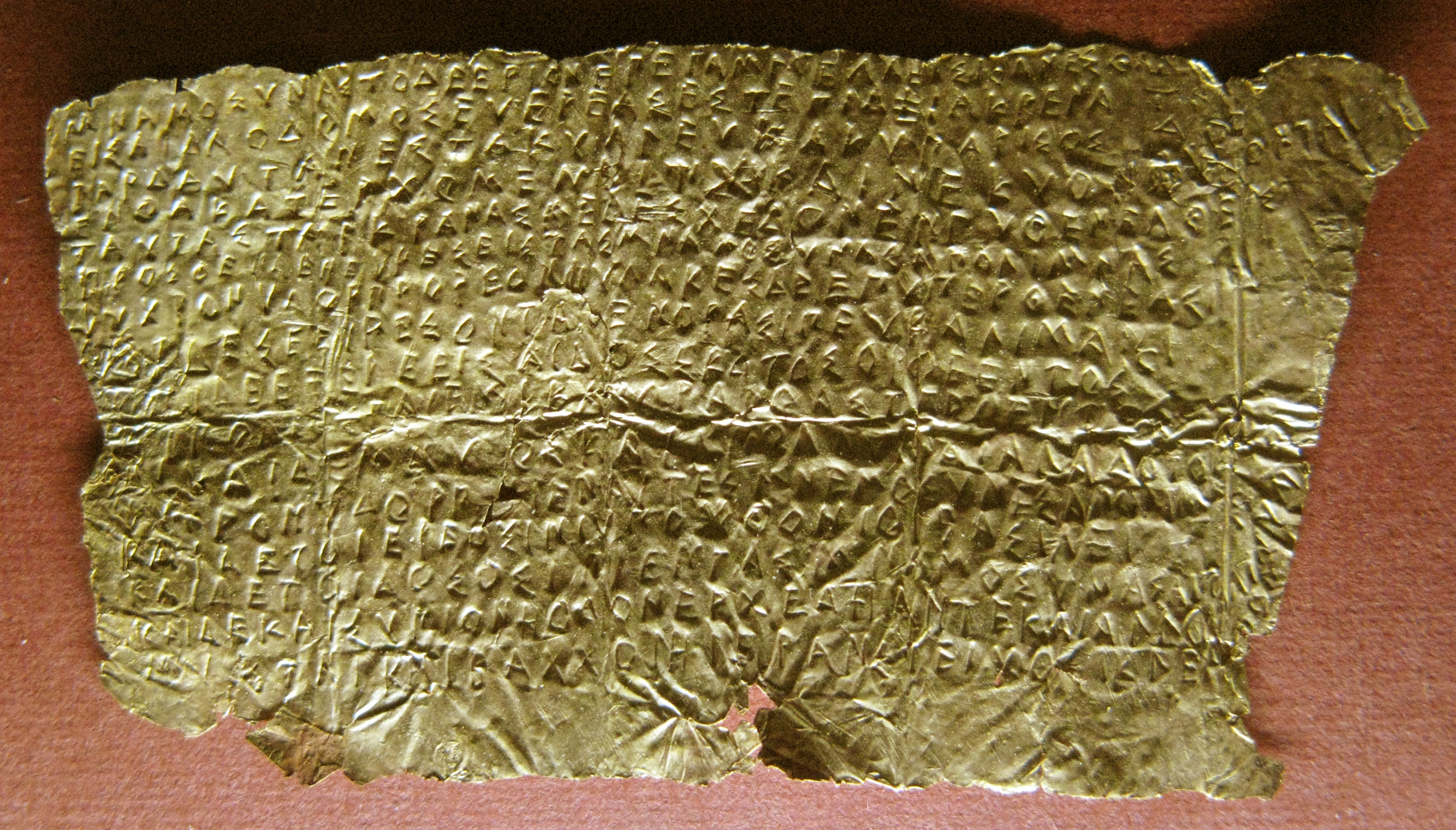
Золота поховальна табличка зі зверненням до Мнемозини. Гіппоніон, IV ст. до н.е.
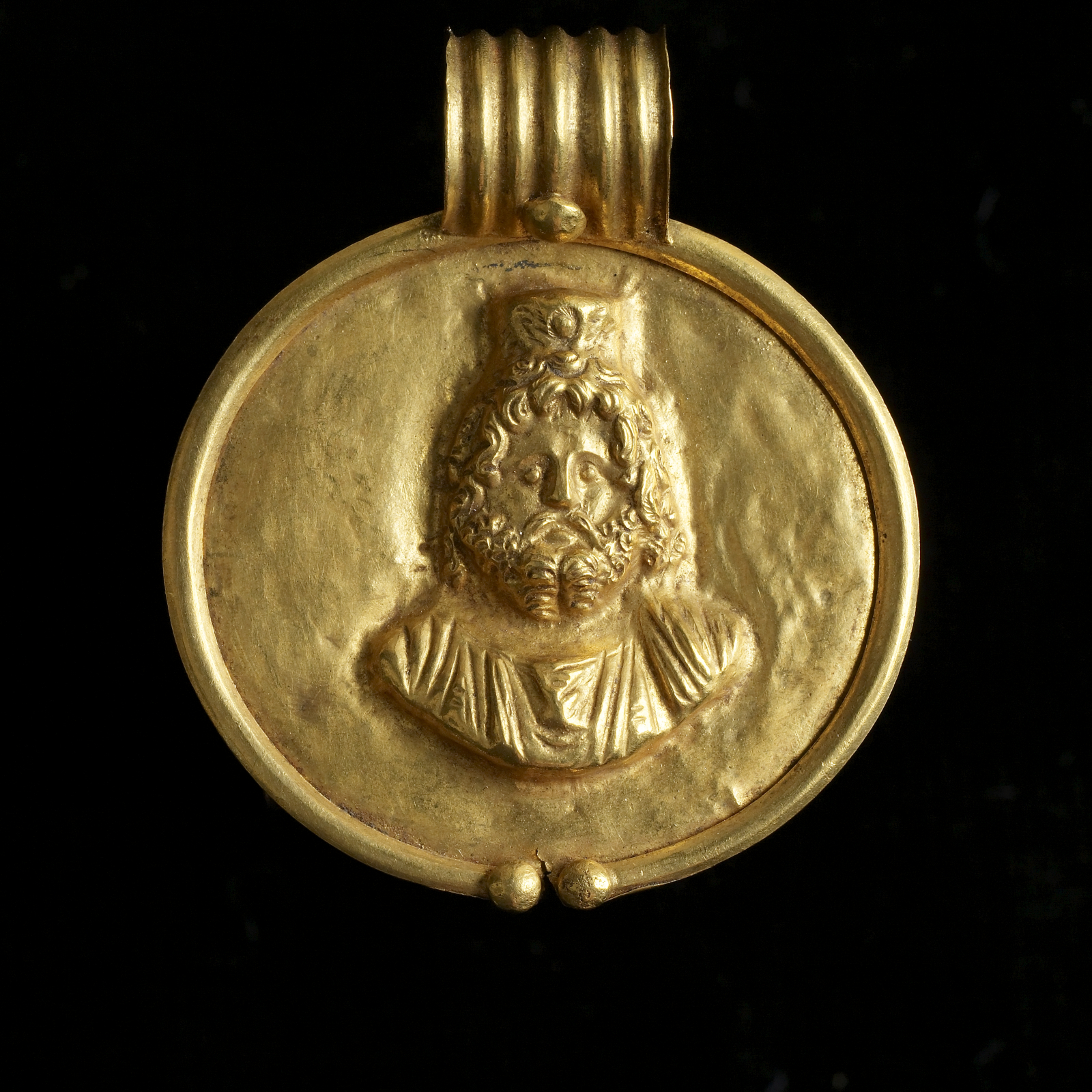
Золотий медальйон з портретом Серапіса. Єгипет, II ст.
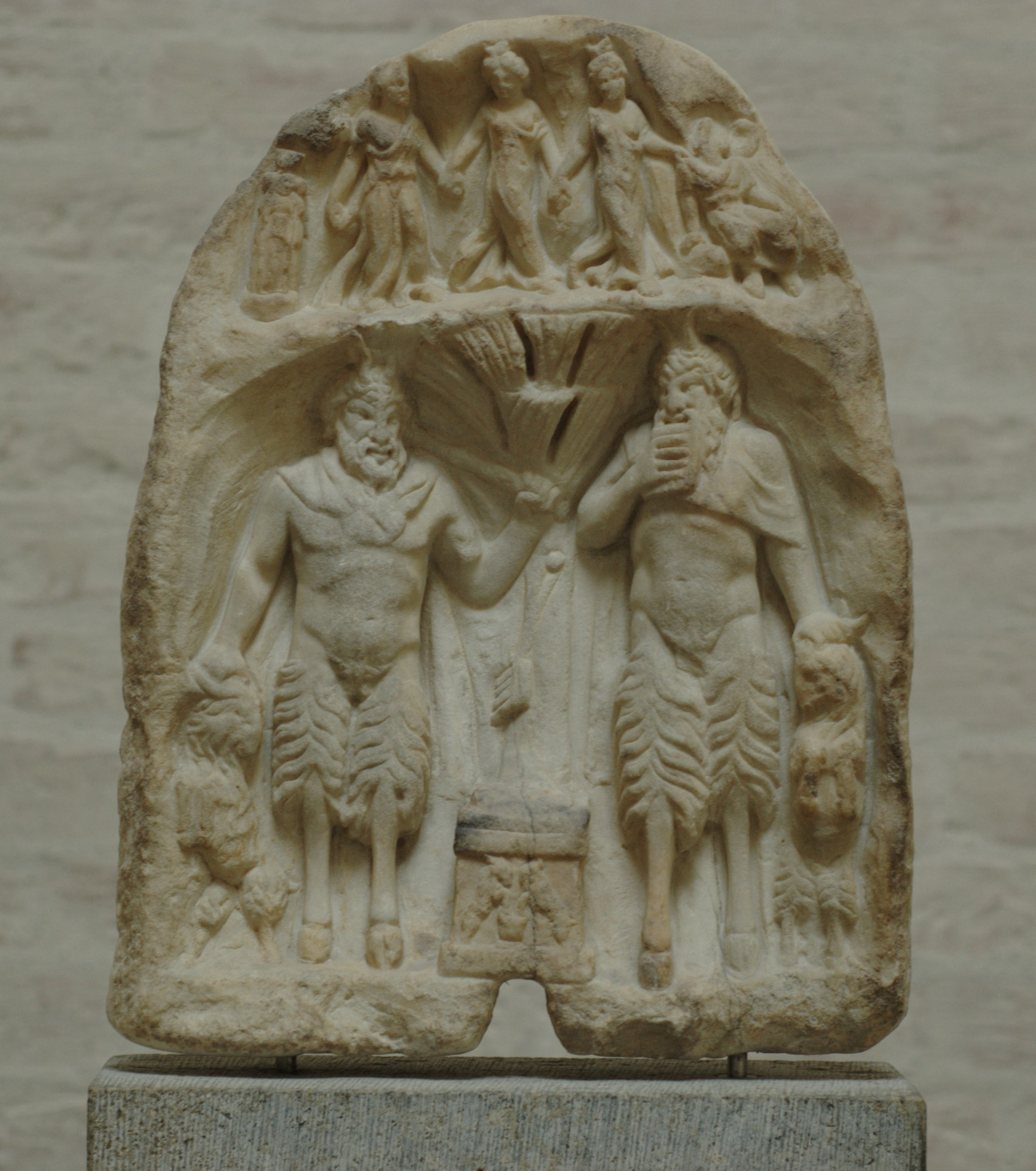
Барельєф із сатирами, бл. 160 р.
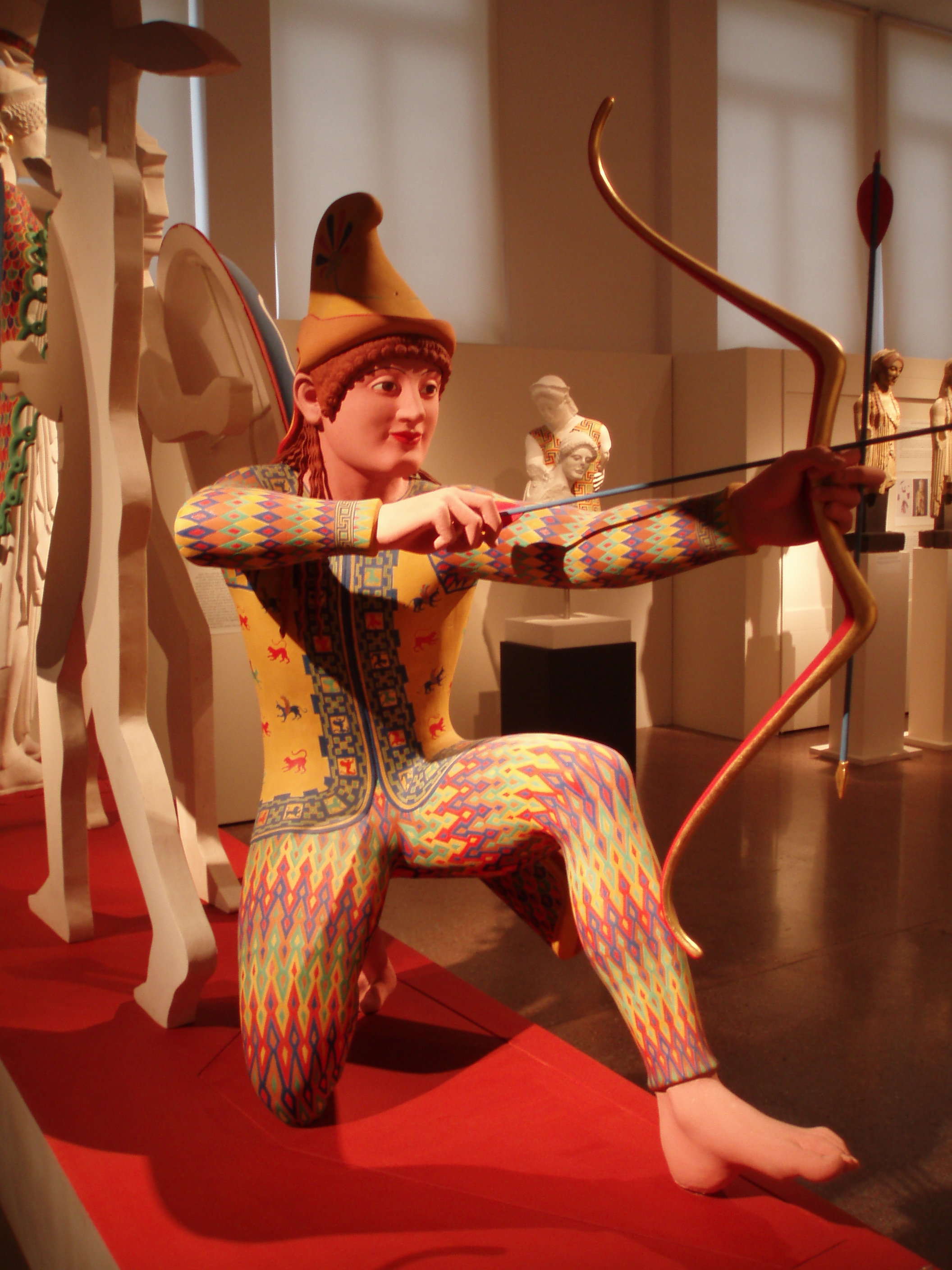
Розфарбована скульптура Паріса з храму Афеї, сучасна реконструкція
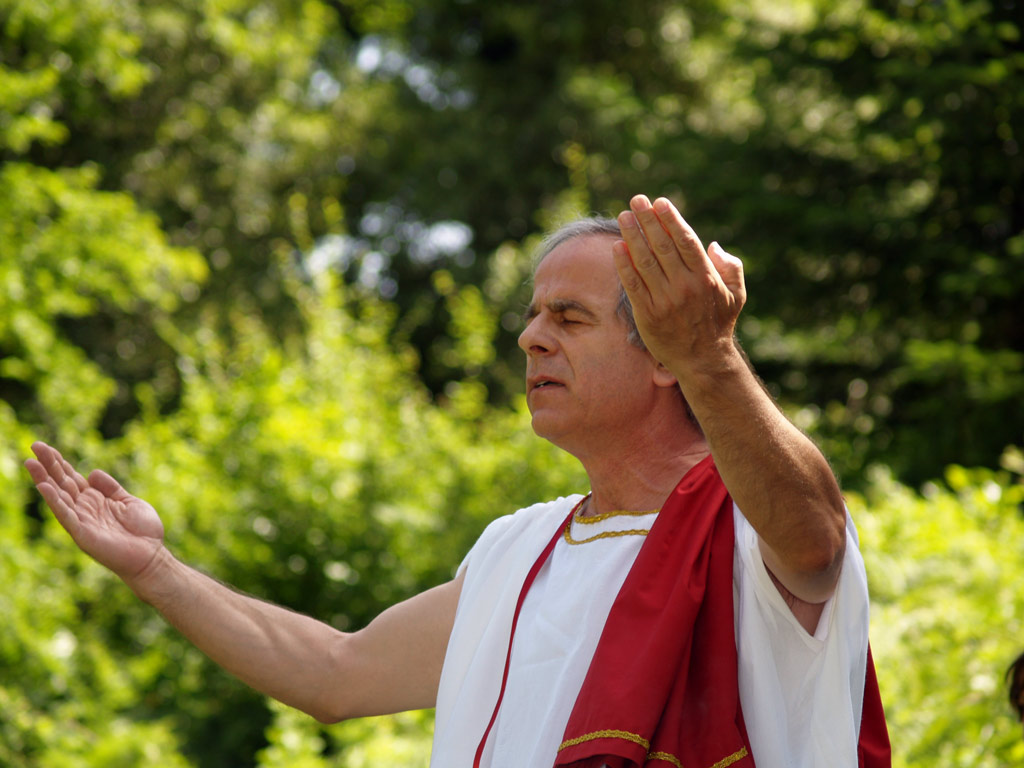
Сучасний елліністичний жрець, 2009 р.